# Bertrand Nogaro
Pour les articles homonymes, voir Nogaro (homonymie).
Bertrand Nogaro, né à la Chapelle-la-Reine (Seine-et-Marne) le 5 avril 1880 et mort à Créteil (Seine) le 7 avril 1950, est un professeur d'économie français qui a fait quelque temps de politique. Il a été député radical des Hautes-Pyrénées de 1924 à 1934 et ministre de l'Instruction Publique et des Beaux-Arts du 23 juin au 17 juillet 1926 dans le dixième gouvernement Aristide Briand
Il est élu membre de l'Académie des sciences morales et politiques en 1949.

## Biographie
Il est né en Seine et Marne d'une famille originaire de Trie-sur-Baïse. Après de brillants études secondaires, de 16 à 17 ans, il passe deux ans à l'université de Leipzig . En 1905, l'obtention d'une bourse de voyage lui permet d'aller en Australie occidentale où des mines d'or ont été récemment découvertes pour étudier l'effet de l'or sur les prix. Il en résultera un article publié dans la revue d'économie politique en 1906 : Contribution à une théorie réaliste de la monnaie. Après son doctorat, il obtient l’agrégation en 1908. Il est ensuite professeur à Montpellier où enseigne alors Charles Rist, à Caen puis à Paris .
Durant la guerre de 1914, il est officier d'Etat-major jusqu'à fin 1915. Puis, il passe au sous-secrétariat de l'Artillerie et des munitions puis au ministère de l'armement où Albert Thomas (homme politique) le charge du recrutement de la main-d'œuvre étrangère. Pour remplir sa tâche il utilise d'abord le service de recrutement des industriels de la sidérurgie, puis établit des postes d'accueil à la frontière franco-espagnole et enfin, trouve un accord avec le gouvernement . Rendu à la vie civile, il participe à des négociations sur les problèmes de migration de main-d'œuvre tel le traité de travail franco-italien en 1921. Il fait également de la délégation française au Bureau international du travail et en 1924 assiste à la conférence de l'émigration et de l'immigration à Rome passe. En 1922, publie un ouvrage intitulé Réparation, dettes interalliées et restauration monétaire
En 1924, il est élu député radical des Hautes-Pyrénées. Dans le Gouvernement Aristide Briand (10) de 1926, il est ministre de l'Instruction publique. Il est aussi chargé de conseiller le ministre des finances Joseph Caillaux sur les problèmes de stabilisation.. Lorsque Raymond Poincaré revient au pouvoir, il s'entretient longuement avec lui pour le convaincre de ne pas revaloriser le franc mais au contraire de le stabiliser. Sa démarche est soutenu par deux membres du comité des experts nommés par Briand : Gaston Jèze et Charles Rist. Comme parlementaire selon un de ses biographes Montet,son souci constant « a été  de faire prévaloir contre les préjugés, contre les passions politiques, contre les égarements de l'opinion et des assemblées, la simple et évidente vérité scientifique ». En 1934, il quitte la vie politique pour se consacrer entièrement à l'enseignement et à la recherche.
En 1938, il devient titulaire de la chaire de Législation française des finances et de science financière à la Faculté de droit de Paris où il succède à Edgard Allix. En 1940, il perd son fils à la guerre et connaît des problèmes de santé. Malgré tout la période 1938 -1950 il produit de nombreux ouvrages : La méthode de l'économie politique (1938), Principes de la théorie économique (1942), La valeur logique des théories économiques (1947), La monnaie et les systèmes monétaires (1945). il meurt en 1950, peu de temps après avoir été élu à l'Institut (1949)

## La méthodologie de Nogaro
Chez Nogaro, il est important de procéder à un profond travail de documentation pour « connaître les faits qui ne nous sont pas directement connus par la pratique de la vie quotidienne ». Toutefois chez lui cet effort est d'abord d'une nature historique : « ..l'économie politique est une science de l'homme vivant en société qui appelle nécessairement la recherche historique ». S'il estime nécessaire le recours à la statistique, il ne s'en méfie pas moins car elle « les instruments statistiques les plus perfectionnés sont souvent ceux qui nous offrent les données les plus abstraites, et qui, par là même nous éloignent de la réalité ». Il y a chez lui une méfiance envers le raisonnement mathématiques qui pour lui ne peut s'appliquer au quantitatif. En effet pour lui l'important derrière les phénomènes économiques ces sont les hommes qui agissent. Pour lui, « même si l'enchaînement des phénomènes économiques échappe souvent à la conscience individuelle des hommes qui en sont les auteurs, ils n'en sont pas moins le produit d'actes humains et d'actes conscients, quant au but et à l'effet immédiat » .

Pour Nogaro, il convient aussi de s'attacher au fait singulier, par exemple une nouvelle découverte. Dans la Méthode l'économie politique il note « s'il est vrai que la science tend à établir des vérités d'ordre général, il ne s'ensuit, en aucune façon, qu'elle doive négliger l'explication des faits particuliers. Car c'est en étudiant, et en s'efforçant d’interpréter exactement, donc complètement, un certain nombre de cas d'espèce que l'on est souvent amené, peu à peu, à proposer une interprétation d'ordre plus général ». Nogaro établit une différence entre les sciences de la nature et sciences humaines. Les sciences de la nature cherchent à saisir des liens mais non à les expliquer. C'est la constance du lien qui importe. Au contraire pour lui l'important est moins la constance du lien que la compréhension de la cause qui unit les faits. Il écrit à ce propos 

« L'économiste doit aller à la recherche de la cause et de la cause intelligible; il doit s'efforcer de la dégager de la complexité des faits observés, sans négliger, assurément, de faire ressortir, quand cela se peut, des régularités, notamment des lois statistiques, mais sans jamais oublier que, derrière le phénomène, il doit atteindre l'homme,, »

Selon André Marchal il voyait en Albert Aftalion, François Simiand et en lui-même « les principaux représentants de la méthode française en économie politique ».

## Principales publications
- Le Rôle de la monnaie dans le commerce international et la théorie quantitative, thèse de doctorat, 1904 [lire en ligne]
- L'Arbitrage obligatoire et la propagation du contrat collectif en Australasie, thèse de doctorat, 1906 [lire en ligne]
- Les Régimes douaniers : législation douanière et traités de commerce. Aperçu de l'évolution douanière en France et à l'étranger ; les traités de commerce, les réformes douanières et la loi du 29 mars 1910 ; régime administratif des douanes françaises, en collaboration, 1910 [lire en ligne]
- Éléments d'économie politique, 2 vol., 1913-1914 [Lire les 2 volumes en ligne]
- La Crise des finances publiques en France, en Angleterre, en Allemagne, avec Adolphe Landry, 1914
- Traité élémentaire d'économie politique, 1921 [lire en ligne]
- Réparations, dettes interalliées, restauration monétaire, 1922 [lire en ligne]
- Finance et Politique, 1927
- La Vie économique, cours pratique d'économie politique, 1928
- Les principes fondamentaux du droit monétaire français, extrait de la revue trimestrielle de droit civil revu et augmenté de plusieurs appendices, Librairie du Recueil Sirey, 1930.
- Le Régime douanier de la France : politique douanière, législation douanière et traités de commerce, administration et réglementation, 1931
- La Crise économique dans le monde et en France, 1936
- Les Prix agricoles mondiaux et la crise, 1936
- La Méthode de l'économie politique, 1938
- Cours d'économie politique, 1941
- Principes de théorie économique, les concepts fondamentaux et leur utilisation, 1943
- Le Développement de la pensée économique, 1944
- La Monnaie et les systèmes monétaires, 1945
- Le Financement des dépenses publiques et la liquidation des dépenses de guerre, 1945
- Les Grands Problèmes de l'économie contemporaine, 1946
- La Valeur logique des théories économiques, 1947
- La Théorie de l'inflation à la lumière des expériences monétaires contemporaines, 1948

## Sources
- « Bertrand Nogaro », dans le Dictionnaire des parlementaires français (1889-1940), sous la direction de Jean Jolly, PUF, 1960 [détail de l’édition]
- Louis Baudin, « Hommage Liminaire », L'œuvre scientifique de Bertrand Nogaro Paris: Domat,‎ 1950
- H.Montet, « L'action parlementaire de Bertrand Nogaro économiste », L'œuvre scientifique de Bertrand Nogaro Paris: Domat,‎ 1950.
- Henry Laufenburger, « Témoignage », L'œuvre scientifique de Bertrand Nogaro Paris: Domat,‎ 1950
- Émile James, « Bertrand Nogaro Analyste », L'œuvre scientifique de Bertrand Nogaro Paris: Domat,‎ 1950
- André Garrigou, « Bertrand Nogaro historien », L'œuvre scientifique de Bertrand Nogaro Paris: Domat,‎ 1950
- André Marchal, « Bertrand Nogaro et le problème de la méthode », Revue d'économie politique vol.60, n°3,‎ 1950